# Casa Rabassa i Villavecchia
La casa Rabassa i Villavecchia és un edifici situat al carrer Nou de la Rambla, 22 del barri del Raval de Barcelona. Com que no està catalogat, li correspon la categoria D (bé d'interès documental), atorgada per defecte a tots els edificis del districte de Ciutat Vella.

## Història

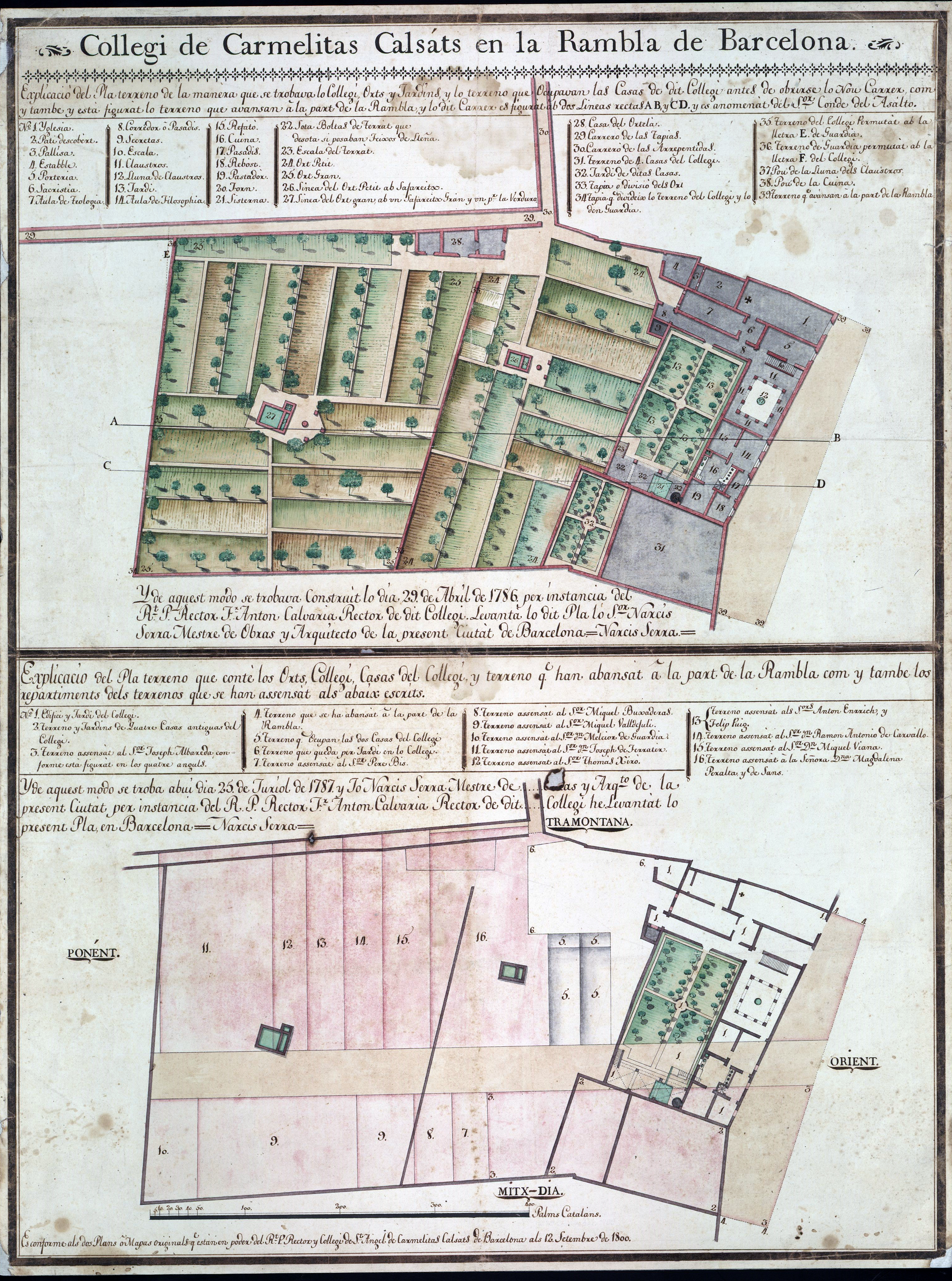
Plànol del Col·legi de Carmelites calçats

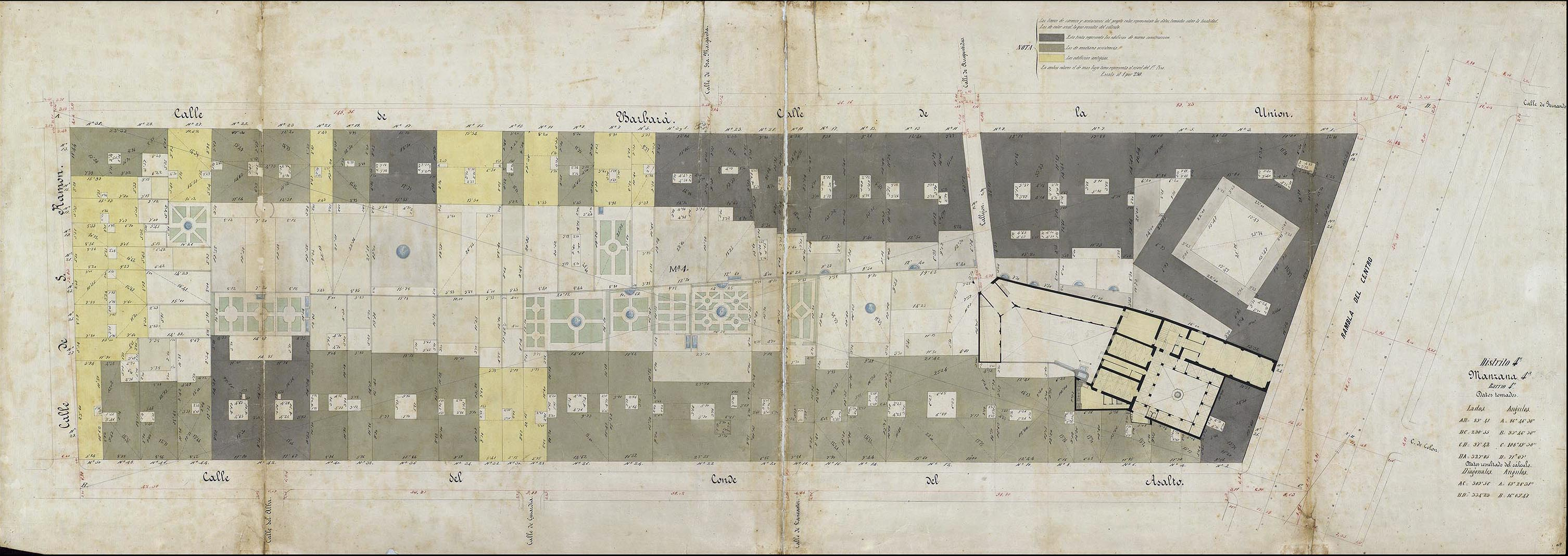
Quarteró núm. 94 de Garriga i Roca (c. 1860)

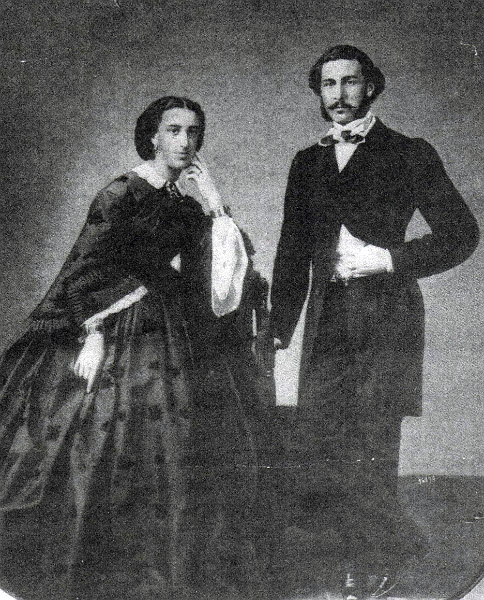
Elvira Rabassa i Joaquim Villavecchia

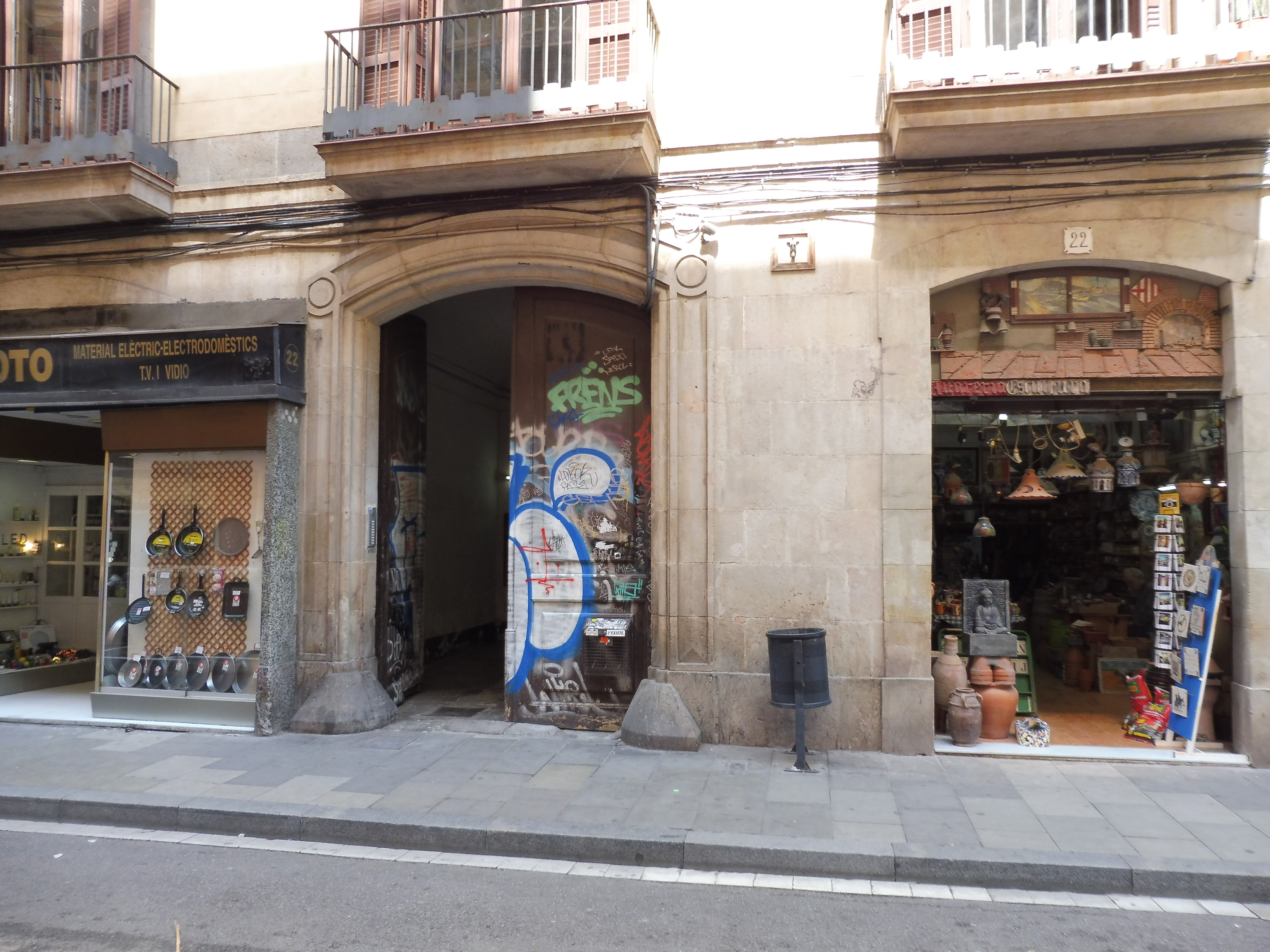
Detall dels baixos

El 1786, els religiosos del col·legi de Carmelites calçats de la Rambla establiren en emfiteusi a Josep de Ferrater i Gendre i al seu fill Antoni de Ferrater i Soler una parcel·la del seu hort, on aquests van fer construir una casa amb jardí al darrere. Antoni de Ferrater fou alcalde de Barcelona entre 1811 i 1812, durant l'ocupació napoleònica, i el 1814, el seu col·laboracionisme li va costar ser desposseït dels mobles i la roba que hi havia a la casa, que foren venudes en subhasta pública, i el mateix edifici fou subhastat. Va morir el 1838 i fou succeït pel seu fill Santiago de Ferrater i Boada (1783-1853). El 1839, i en representació seva, el seu fill Joan Antoni de Ferrater i Janer va demanar permís per a transformar en balcons dues finestres del tercer pis.
El 1840, Santiago de Ferrater va establir la propietat als indians Josep Milà de la Roca i Soler, natural de Vilanova i la Geltrú, i Jeroni Rabassa, de Calella, que havien fet fortuna amb el comerç d'esclaus a Puerto Rico, a cens de 30 lliures i entrada de 51.645, el qual va ser absolt l'any següent per 1.000 lliures. Rabassa s'havia casat amb Teresa Milà de la Roca i Alfonso, filla de Josep i de la veneçolana Isabel Maria Alfonso, i a la seva mort el 1848, les seves dues filles menors Elvira i Isabel Rabassa i Milà de la Roca quedaren sota la tutela de la seva àvia materna. Elvira es va casar amb el comerciant Joaquim Villavecchia i Busquets, i Isabel ho va fer el 1856 amb Aleix Vidal-Quadras i Ramon, un indià de Santiago de Cuba, morint l'any següent, probablement en el part de la seva filla Teresa Vidas-Quadras i Rabassa.
El 1869, després de la mort d'Isabel Maria Alfonso, es va fer la partició de la herència comuna, corresponent-li la casa del carrer Nou de la Rambla a Elvira. El 1876, el matrimoni va encarregar-ne la reforma de la façana a l'arquitecte Elies Rogent, que afegí frontons semicirculars sobre les obertures del principal, i també ressaltà els emmarcaments del portal d'ingrés, a més de remuntar-hi un quart pis. El 1886, Enric Sagnier i Villavecchia, nebot de Joaquim, s'encarregà d'unes habitacions al terrat.